# Sof'ja Petrovna
(Sof'ja Petrovna, capitolo 13, pagina 95.)
Sof'ja Petrovna è un romanzo della scrittrice russa Lidija Korneevna Čukovskaja (in russo Лидия Корнеевна Чуковская), ambientato in Unione Sovietica nei duri anni delle grandi purghe staliniane, composto in clandestinità in soli tre mesi, dal novembre 1939 al febbraio 1940.

## Il romanzo
Diffuso inizialmente tramite il samizdat, fu pubblicato per la prima volta nel 1966, con il titolo originale ed un testo corretto, negli Stati Uniti.

In Unione Sovietica, dopo un primo tentativo infruttuoso di pubblicazione nel 1962, all'epoca della destalinizzazione di Chruščёv, Sof'ja Petrovna poté essere legalmente letto solo nel febbraio 1988, dopo l'avvento di Gorbačëv, sul periodico leningradese Neva.
L'opera, pur non potendosi definire autobiografica in senso proprio, è largamente ispirata alle reali esperienze della scrittrice che, nello stesso anno di ambientazione del romanzo, il 1937, aveva vissuto una vicenda tragica: il suo secondo marito, il giovane fisico Matvej Petrovič Bronštejn, fu arrestato e condannato a dieci anni di reclusione "senza diritto di corrispondenza". Lidja Korneevna per lunghi anni non riuscì in alcun modo ad ottenere informazioni sulla sorte di Matvej e, solo molti anni dopo, seppe che in realtà l'uomo era stato fucilato subito dopo la sentenza.
Il romanzo si distingue da lavori analoghi per essere una delle rarissime opere, se non l'unica, sulla società sovietica nel periodo delle repressioni staliniane, scritta non a posteriori ma contemporaneamente, quando lavorare e conservare quel genere di documenti poteva costare la vita.

## Trama
Sof'ja, dopo la morte del marito, il medico Fëdor Ivanovič Lipatov, con un figlio piccolo da mantenere negli studi, si iscrive ad un corso di dattilografia e trova impiego presso una casa editrice. 
Soddisfatta per la nuova occupazione si impegna con zelo fino a divenire apprezzata direttrice dell'ufficio copia e, pur non essendo iscritta al partito, riceve l'incarico, assolto con la cura meticolosa che la distingue, di raccogliere le quote sindacali dei colleghi.
Il figlio, Nikolaj Fëdorovič (Kolja), brillante studente di ingegneria, iscritto al Komsomol, è inviato, insieme con l'amico Aleksandr, per un periodo di addestramento pratico, in una fabbrica di Sverdlovsk. Il giovane lavora seriamente e, come riferisce nelle lettere inviate alla madre, riceve elogi dai dirigenti, ripresi in un articolo della Pravda.
In questa situazione di serena tranquillità Sof'ja, ormai integrata nei valori della nuova società sovietica, riceve una lettera di Aleksandr, che la informa dell'arresto del figlio Nikolaj. La madre, pur profondamente turbata, è convinta che si tratti di un equivoco: le autorità non tarderanno a riconoscere la sua assoluta innocenza.
Il tempo trascorre ma Nikolaj non viene rilasciato.
Anche nella casa editrice l'ondata crescente delle repressioni staliniane comincia a produrre i suoi effetti: il direttore è messo sotto accusa ed arrestato, Sof'ja viene progressivamente isolata dai colleghi e guardata con sospetto. Solo la giovane Nataša, compagna di lavoro e vicina di casa, segretamente innamorata di Kolja, conserva la sua amicizia.
La donna, ancora priva di notizie del figlio, tenta, aiutata da Alik e da Nataša, di mettersi in contatto con le autorità giudiziarie, sopportando lunghe ed estenuanti file insieme con tante altre donne nelle sue stesse condizioni, bussando a tutti gli uffici, ma con scarsi risultati: la burocrazia, ostile e sciatta, non le fornisce se non vaghe e frettolose informazioni, fin quando, in un ennesimo colloquio, il procuratore Cvetkov le comunica che Kolja è stato condannato a "dieci anni di campo remoto" e, di fronte all'incredulità della donna, prosegue: "Vostro figlio ha confessato i propri crimini. L'inchiesta è corredata dalla sua firma. È un terrorista e ha partecipato a un'azione terroristica.". E, alla richiesta della madre di sapere dove sia, le risponde seccamente "Questo non riguarda me."
Sof'ja, sempre più isolata, perde il lavoro ma continua tenacemente nella ricerca di un contatto con il figlio, combattuta tra due opposte convinzioni, che le sembrano ugualmente plausibili e che non riesce a conciliare: l'assoluta innocenza del figlio e la correttezza della giustizia sovietica che non può certo arrestare senza motivo.
Tutti i suoi sforzi saranno inutili: la speranza si trasforma gradualmente in angoscia disperata e nell'ultima pagina in aperta follia:, la madre, ricevuta finalmente una lettera da Kolja che chiede il suo aiuto, la brucerà calpestandola.

## Personaggi
- Sof'ja Petrovna Lipatova, vedova di Fedor Ivanovič Lipatov e madre di Kolja; dopo la morte del marito trova un impiego in una casa editrice;
- Nikolaj Fedorovič Lipatov (diminutivo Kolja o Kol'ka), figlio di Sof'ja, mentre studia Ingegneria viene inviato nella fabbrica di Uralmas a Sverdlovsk, dove, inizialmente, si mette in luce per il suo entusiasmo e le sue capacità tecniche;
- Natal'ja Sergeevna Frolenko (dim. Nataša), ragazza semplice, "non bella", vicina di casa di Sof'ja;
- Aleksandr Finkel'štein (dim. Alik), compagno di scuola ed amico del cuore di Nikolaj. Anche lui è inviato nella fabbrica di Uralmas;
- Erna Semënovna, impiegata della casa editrice, commette frequenti errori di battitura;
- Timofeev, "zoppo e mal rasato", organizzatore del partito (partog);
- Anna Grigor'evna, presidentessa del comitato locale del sindacato (mekstom);
- Zacharov, direttore della casa editrice;
- Gerasimov, responsabile della tipografia;
- Mar'ja Ivanovna, ascensorista;
- Degtjarenko, poliziotto, coabita con la famiglia nell'appartamento di Sof'ja;
- Valja, figlia di un contabile, coabita nell'appartamento di Sof'ja;
- Ivan Ignat'evič Kiparisov, medico, vecchio collega di Fedor Ivanovič, padrino di Kolja;
- Marija Erastovna Kiparisova, moglie di Ivan Ignat'evic;
- Saša Jarcev, compagno di classe di Kolja, testimonia contro di lui;
- Cvetkov, procuratore, detiene la pratica giudiziaria di Kolja;
- Eršov, giudice di Kolja.

## Edizioni
- Lidija Korneevna Čukovskaja, Sof'ja Petrovna, traduzione di Antonella Cristiani, collana L'isola di Prospero, Alfredo Guida Editore, 1999,  pp. 121, cap. 18, ISBN 88-7188-179-6.

## Le considerazioni di Solženicyn
Il coraggio necessario a preservare documenti e testimonianze del tragico periodo delle grandi purghe, con un riferimento specifico a Sof'ja Petrovna, è efficacemente ricordato dallo scrittore Aleksandr Solženicyn nel suo Arcipelago Gulag, con questa riflessione:
(Arcipelago Gulag, Oscar Mondadori, Volume secondo (III-IV), pagina 646.)
Solženicyn, nella medesima opera, descrive anch'egli uno dei temi centrali e più angoscianti sviluppato ampiamente in Sof'ja Petrovna, la tragica condizione di moltissime donne che, in un ambiente umano timoroso di mostrarsi solidale, cercano disperatamente, confrontandosi con una burocrazia ostile, di avere notizie dei loro uomini scomparsi e di aiutarli in qualche modo:
(Arcipelago Gulag, Oscar Mondadori, Volume secondo (III-IV), pagina 659.)